# Frise
Frise (ital. fregio, lat. Phrygius, o: fra Frygien eller Lilleasien) kaldes i den antikke bygningskunst den del af hovedgesimsen, som findes mellem arkitraven og krongesimsen (kransen); i den doriske orden dannes den af metoper og triglyffer, i den joniske og korintiske orden dekoreres den med relieffremstillinger og kaldes zoforos, billedbæreren.
Også i cellens indre fandtes frise som et bælte langs loftet. I den romerske kejsertid blev det almindeligt at smykke frise med indskrifter, trofæer, guirlander eller andre planteornamenter (palmetter, akanthus).

## Frisens betydningsændring gennem tiden
I den seneste oldtid, da man direkte sammenstillede søjler og buer, blev frise sjældnere; i den romanske stil forekommer den kun enkelte gange, og i gotikken slet ikke.
Men da renæssancen genoptog de klassiske søjleordener, vandt antikkens frise på ny frem og smykkedes efter romerske forbilleder. I senere barok og nyklassicisme gjordes frise gerne glat og enkelt, men, renæssancens ornamentsmykkede frise har dog vundet en sådan indpas, at ordet er gået fra arkitekturen over til prydværket.
Ethvert vandret ornamentbælte kaldes en frise (f.eks. i bogtryk øverst på siden). Man kan endogså tale om den romanske stils ”bue-frise”, og ethvert langt, friseagtigt relief, som Thorvaldsens Alexanderfrise. og Freunds Ragnarokfrise eller anden friseagtigt udsmykning som for eksempel Jørgen Sonnes billedrække på det ydre af Thorvaldsens Museum betegnes med dette ord, uden at det behøver at indtage frisens rette arkitektoniske plads.